# پری‌الیکایی پشت‌سرخ
پری‌الیکایی پشت‌سرخ (نام علمی: Malurus melanocephalus) نام یک گونه از سرده پری‌الیکاییان است.